# Liste des districts électoraux municipaux de la Ville de Montréal
 (juillet 2013).
Liste des 58 districts électoraux municipaux de la Ville de Montréal.

## Ahuntsic-Cartierville
- Ahuntsic
- Bordeaux-Cartierville
- Saint-Sulpice
- Sault-au-Récollet

## Anjou
- Anjou-Centre
- Anjou-Est
- Anjou-Ouest

## Côte-des-Neiges–Notre-Dame-de-Grâce
- Côte-des-Neiges
- Darlington
- Loyola
- Notre-Dame-de-Grâce
- Snowdon

## Lachine
- Canal
- Fort-Rolland
- J.-Émery-Provost

## LaSalle
- Cecil-P.-Newman
- Sault-Saint-Louis

## Le Plateau-Mont-Royal
- De Lorimier (Plateau Mont-Royal)
- Jeanne-Mance (Ghetto McGill)
- Mile End

## Le Sud-Ouest
- Saint-Henri–Petite-Bourgogne–Pointe-Saint-Charles
- Saint-Paul-Émard

## L'Île-Bizard–Sainte-Geneviève
- Denis-Benjamin-Viger
- Jacques-Bizard
- Pierre-Foretier
- Sainte-Geneviève

## Mercier–Hochelaga-Maisonneuve
- Hochelaga
- Louis-Riel
- Maisonneuve-Longue-Pointe
- Tétreaultville

## Montréal-Nord
- Marie-Clarac
- Ovide-Clermont

## Outremont
- Claude-Ryan
- Jeanne-Sauvé
- Joseph-Beaubien
- Robert-Bourassa

## Pierrefonds-Roxboro
- Pierrefonds-Roxboro-Est
- Pierrefonds-Roxboro-Ouest

## Rivière-des-Prairies–Pointe-aux-Trembles
- La Pointe-aux-Prairies
- Pointe-aux-Trembles
- Rivière-des-Prairies

## Rosemont–La Petite-Patrie
- Étienne-Desmarteau
- MariMarie-Victorin
- Saint-Édouard
- Vieux-Rosemont

## Saint-Laurent
- Côte-de-Liesse
- Normand-McLaren

## Saint-Léonard
- Saint-Léonard-Est
- Saint-Léonard-Ouest

## Verdun
- Champlain–L’Île-des-Sœurs
- Desmarchais-Crawford

## Ville-Marie
- Peter-McGill
- Saint-Jacques
- Sainte-Marie

## Villeray–Saint-Michel–Parc-Extension
- François-Perrault
- Parc-Extension
- Saint-Michel
- Villeray